# 世界のKitchenから
世界のKitchenから（せかいのキッチンから）は、キリンビバレッジが2007年から販売している日本の飲料のブランド名。略称は「セカキチ」。
世界中の家庭を旅し、暮らしの中に息づく伝統、素材への思い、インスピレーションなどを参考に日本人がまだ知らないおいしさを作ることを目的としたブランドである。
従来の商品開発では、市場分析を通じて位置づけを決めるところから始まるのに対し、本製品群は、作りたいものや使いたい素材から商品開発が始まることを特徴としている。世界中の家庭や農園などを直接取材し、現地で得たレシピや素材を基にコンセプトを決めて試作し、そこから大量生産に見合ったレシピにアレンジするという手法が取られた。
このうち、ソルティ・ライチは「手軽に塩分と水分が取れて熱中症対策になる」ということで定番商品として認知されている。夏以外の季節でも使用されることから、のちに同ブランドはソルティライチを中心とした展開をするようになった。
また、2010年に発売された「ソルティ・ライム」はSNSでの要望を受け、2025年に後継製品である「ライムソルト」が発売され、「ソルティライチ」とともに熱中症対策飲料として人気を集めた。

## シリーズ

### ペットボトル・缶・紙パック商品
ピール漬けハチミツレモン
第1弾 2007年5月発売、2008年2月リニューアル
南イタリアのリモン・チェッロ（レモンのお酒）からインスピレーション。2007年11月にはホットが発売。
ディアボロ・ジンジャー
第2弾 2007年8月発売、2009年7月リニューアル、2014年8月リニューアル
フランス・プロヴァンス地方のディアボロ (カクテル)（シロップのソーダ割り）からインスピレーション。炭酸飲料。一旦は製造が終了されたものの、2014年8月より製造を再開。その際、高知県産のしょうがを増量し、内容量を500mlに増量するリニューアルを行った上で再発売された。2014年10月製造終了。
とろとろ桃のフルーニュ
第3弾 2008年2月発売、2009年2月リニューアル、2010年2月リニューアル、2011年2月リニューアル、2014年9月リニューアル
ハンガリーのフルーツスープからインスピレーション。桃とマンゴーを煮込んで乳原料を加えた乳性飲料。320mlペットボトル。2008年発売時には数量限定ながら2ヶ月で30万ケースが完売するほど好評だったことから、2009年2月に桃・マンゴーを計10%増量しリニューアル発売。さらに280ml缶・200ml紙パックを追加して通常商品として復活した。2010年2月（280g缶は同年4月中旬以降、200ml紙パックは同年6月上旬以降に順次リニューアル）に煮込んだ桃とマンゴーを増量して2度目のリニューアルを実施。2011年2月に乳酸菌を新たに加えて3度目のリニューアルを行い、製品名が「乳酸菌ととろとろ桃のフルーニュ」に改称された。
2012年5月に一旦は製造が終了されたものの、「ディアボロ・ジンジャー」同様、2014年9月より約2年4ヶ月ぶりに製造を再開。その際、桃を従来品比2割増量するリニューアルを行い、商品名を「とろとろ桃のフルーニュ」に戻したうえで再発売された。ラインナップは280g缶と320mlペットボトルの2サイズとなる。パッケージにはハンガリーの伝統的な刺繡であるカロチャ刺繡の模様が使用された。320mlペットボトルは2015年9月に、280g缶も2016年3月でそれぞれ製造を終了。
赤ワインで煮こんだマセドニアグレープ
第4弾 2008年6月発売→2018年3月リニューアル(セブンアンドワイグループ限定)
スペイン・バレンシアのマセドニア（フルーツデザート）からインスピレーション。なお、使用されているワインはノンアルコールワインである。
水出しミントジュレップソーダ
第5弾 2008年8月発売
キューバのモヒート(ラムベースのカクテル)からヒントを得た炭酸飲料。
ドライフルーツ&ダージリン
第6弾 2008年11月発売
イングランドの家庭で行われる調理法（ドライフルーツを紅茶・洋酒等で煮込んで甘みと美味しさを引き出す）からインスピレーション。紅茶飲料。
グレープフルーツビネガー&ミルク
第7弾 2009年11月発売
北イタリアの家庭においてバルサミコ酢を料理やデザートに使用する知恵からインスピレーション。グレープフルーツビネガーをスプーン1杯分（15ml）使用し（発酵させていないグレープフルーツ果汁も使用）、ミルクと混ぜ合わせることで酸味を軽減。清涼飲料水。
ソルティ・ライム
第8弾 2010年4月発売
メキシコの乾季における渇きを癒す知恵（塩とライムを料理に使用）からインスピレーション。ライム果汁に岩塩を加え、天然水で割ったリフレッシュ飲料。
2025年には改良版である「ライムソルト」が発売された。
やさしい煮りんごのアップルモーア
2010年8月発売
デンマークの伝統料理「エーブルグロッド（りんごのおかゆ）」からヒントを得た製品で、モーアとはデンマーク語でお母さんを意味する。ニュースサイト「GIGAZINE」によると、通常のリンゴジュースとは全く異なるとろっとした食感で、フルーツオレに近い仕上がりだったという。
ソルティ・ライチ
2011年7月発売、2012年6月/2013年6月/2014年4月/2015年4月/2016年4月/2017年5月/2018年5月/2020年4月リニューアル。
タイのデザート「ローイゲーオ」をヒントに、沖縄海塩とライチを純水で割った飲料（清涼飲料水）である。節電が呼びかけられる中、水分と塩分を手軽に補給できる点が注目を集め、発売1ヶ月で年間販売目標の45万ケースを達成し、目標設定値を当初の2倍（90万ケース）に上方修正するほどのヒット製品となった。発売開始から2013年4月初旬までの累計販売数量は460万ケースを超えており、特に、2013年に入ってから4か月間は前年比約5倍の販売数量となっている。
2012年6月のリニューアルでは砂糖を果糖に変更され、隠し味にハーブが加えわれた。2013年6月のリニューアルではライチ果汁を増量。2014年4月のリニューアルではライチをつぶして沖縄海塩をまぶし、果実本来の甘さとコクをじっくりと引き出す工程を追加したことで砂糖の使用量を減らした。また、サイズラインナップが拡大され、従来の500mlペットボトル、1.5Lペットボトルに加え、リニューアル時に250ml紙パックを、遅れて270mlペットボトルをそれぞれ追加し、小容量サイズを拡充させた（なお、270mlペットボトルは2014年8月で製造終了）。2015年4月に4度目のリニューアルを実施。ライチに塩をまぶして寝かせる時間を延長して味わいのブラッシュアップが行われた。併せて、同年1月に製造を終了した250ml紙パックもリニューアルに合わせて発売を再開した。2016年4月のリニューアルでは沖縄海塩でライチの旨みを引き出す中身設計となり、500mlペットボトルは容器形状をこれまでの角形から円筒形に変更。新たに、自動販売機向けの430mlペットボトルを新設した。同年6月には300gアルミパウチを追加発売した（なお、300gアルミパウチは同年8月、430mlペットボトルは同年10月でそれぞれ製造終了）。2017年5月のリニューアルはパッケージデザイン変更のみ。また、一度製造を終了していた300gアルミパウチはペットボトル製品から2週間後にリニューアルの上製造を再開した。2018年5月のリニューアルで再度パッケージデザインが変更された。2020年4月のリニューアルでは、ペットボトル製品において果汁のバランスが見直された。2023年のリニューアルでは、通常製品の他にプラズマ乳酸菌を配合した製品も発売された。
2024年4月には商品のリニューアルが行われたほか、7月には熱中症対策として日本国内にあるクーリングシェルター向けの配布が行われた。
濃厚コーンポタージュ
2011年9月発売、2014年10月リニューアル
とうもろこしとチーズで温めた、寒冷な北イタリアの家庭料理「ポレンタ」からヒントを得たコーンポタージュスープで、冬季限定のホット専用商品でもある。なお、グループ会社のキリン協和フーズから、同じく「ポレンタ」からインスピレーションしたカップスープ「世界のKitchenから ぽかぽかしみこむコーンポタージュ」を同時発売している。
2014年1月で一旦製造を終了していたが、同年10月に販売再開。その際、コクと旨みを向上する発売以来初のリニューアルを行い、「香ばしい焼きとうもろこしのコーンポタージュ」から製品名を変更した。2015年1月で一旦製造終了したのちも、同年10月、2016年9月、2018年10月、2019年9月と何度か再発売された。2020年度の再発売分をもって出荷を終了し、「小さなごちそう コーンポタージュ」へ継承された。
ふんわり薫る柑橘ジャスミン
2011年11月発売
いろいろな食材を自由に組み合わせて新しい香りと味わいを作り上げるベトナムの食文化からインスピレーション。ベトナム・ハノイで心やすらぐ香りとして愛されているジャスミンの花を緑茶と一緒に3晩漬け込んで香りをうつした特級ジャスミン茶葉51%を使用し、オレンジとレモンの柑橘果汁（果汁10%未満）にはちみつを加えたフレーバーティー。2012年10月製造終了。
とろけるミルク杏仁
2012年4月発売
豆乳をやわらかいプリンのように固め、薄甘いシロップをかけたものに、果物をのせて食べる台湾に根付くヘルシーデザート「水果豆花（フルーツトウファ）」からインスピレーション。杏仁豆腐にも使用されている杏仁粉と大豆素材（大豆由来のタンパク）をミルクで溶き合わせ、オレンジ、白ぶどう、白桃の3種類の果汁（果汁10%未満）を加え、寒天でとろみをつけて仕上げた低脂肪のデザート飲料。2012年10月製造終了。
真っ赤なベリーのビタミーナ
2012年8月発売、2013年3月/2014年9月/2015年8月リニューアル
北欧スウェーデンの短い夏の間に森に実るさまざまな種類のベリーを摘み、さっと煮詰めて作る濃縮シロップ「サフト」を作り、一年中ビタミンCをおいしく補給できるお母さんの知恵からインスピレーション。ラズベリーやブラックカラントをさっと煮詰めた赤いサプトにアセロラ等の数種類の果汁を加えて仕上げた果汁入り飲料。1本（500ml）あたりビタミンC450mgを含有する。なお、280mlペットボトルは2016年10月に製造終了。
2013年3月のリニューアルで味わいを改良したほか、既存の500mlペットボトルに加え、小容量サイズの280mlペットボトルを追加した。2014年9月のリニューアルではベースとなる「サフト」にクランベリーとブルーベリーを加えた。2015年8月のリニューアルで砂糖使用量を抑え、果汁割合を13%に増量。さらに、マキベリーを新たに加え、「真っ赤な果実のビタミーナ」から改名した。280mlペットボトルは2016年10月に製造終了。残る500mlペットボトルも2019年5月に製造終了となった。
ミルクと桃ととろけるバナナ
2013年3月発売
「とろけるミルク杏仁」同様、台湾の「水果豆花」からインスピレーションされているが、丁寧に裏ごしされたバナナに桃果汁（果汁10%未満）をあわせ、そこに、ミルクで溶き合わせた大豆素材と寒天を加えたものである。2014年9月製造終了。
洋梨ソルティ
2013年10月発売
塩と相性が良いフルーツとして選んだ洋梨にりんごとロレーヌ岩塩を合わせ、隠し味としてレモンも加えた果汁飲料。2014年3月製造終了。
Elderflower Sparkling Water（エルダーフラワー スパークリング ウォーター）
2014年6月発売、2016年9月リニューアル
モロッコのお母さんが花を蒸留してつくったフラワーウォーターを調味料としてふりかけたり、おもてなしに使ったりして香りを楽しむ知恵からインスピレーション。炭酸水にハーブの一種であるエルダーフラワーとレモンピールを蒸留してつくったオリジナルのフラワーウォーターを合わせたカロリーゼロ設計の無糖炭酸飲料。
2016年2月に一旦製造を終了したが、同年9月に炭酸を強くして、フラワーウォーターの製法を蒸留から浸漬に変更するリニューアルを行い、「Sparkling Water」から製品名が変更された。2017年5月製造終了。
あったか～い ソルティライチ
2014年10月発売
「ソルティライチ」をベースに、国産しょうがとレモンを加えたホット仕様品。280mlは2015年3月に、345mlは同年4月にそれぞれ製造終了。
晴れ茶
2015年2月発売
ハーブ発祥の地として知られ、毎日の食事にハーブをたっぷり使うギリシャのお母さんの知恵からインスピレーション。高温で淹れた濃い緑茶に、レモングラス、ミント、ローズマリー、ゼラニウムの4種のハーブソースをブレンドした緑茶飲料。2016年7月製造終了。
ソルティライム ソーダ
2015年6月発売、2016年6月リニューアル
料理や飲み物に塩とライムを入れるメキシコのお母さんの知恵からインスピレーション。早摘みライムを搾り、ロレーヌ岩塩をひとつまみ入れ、炭酸水で割った果汁入り炭酸飲料（果汁10%未満）。以前発売されていた「ソルティ・ライム」の炭酸版である。
2016年1月に一旦製造が終了されたが、同年6月にリニューアルの上製造再開。メキシコの伝統切り絵細工「パペルピカド」をモチーフとした黄緑基調のパッケージデザインとなった。2016年11月製造終了。
甘く香り立つスパイスの薫るホット葡萄
2015年10月発売、2016年10月リニューアル
ワインとスパイスを煮込んで作るドイツの家庭の飲み物「プンシュ」よりインスピレーション。3種類のスパイス（シナモン・クローブ・カルダモン）と皮ごと搾ったコンコードグレープを合わせて煮込み、グレープフルーツの果汁などを加えて仕上げた果汁入りホット清涼飲料。セブン-イレブンで先行発売し、2016年1月で製造終了していたが、同年10月に煮込み時間を短くするリニューアルを行い製造を再開。販売店を限定しない本発売となった。2017年1月製造終了。
家で作ろう!ソルティライチ
2016年4月19日発売、2017年5月/2018年5月リニューアル
「ソルティライチ」の5倍濃縮タイプ（5倍希釈時に「ソルティライチ」と同じ味わいとなるように設計）。500ml紙パック入り。「ソルティライチベース」へ移行のため、2020年5月製造終了。
もともとは多様な消費者の好みに応えるために作られたものであり、発売後は炭酸や紅茶で割ったり、デザートの材料に使うなど、様々な使われ方がなされてきた。
5種のベリーと天然水
2016年5月発売
「真っ赤なベリーのビタミーナ」同様、スウェーデンの家庭の知恵から生まれた「サフト」からインスピレーション。5種類のベリー（ラズベリー、ストロベリー、ブラックカラント、ブルーベリー、マキベリー）を煮込んで「サフト」をつくり、2種類の果汁（グレープフルーツ・白ぶどう）と天然水で割り、少量の塩を加えた無着色のフルーツウォーター（果汁13%）。2017年3月製造終了。
冴えるハーブと緑茶
2016年7月発売
ギリシャの家庭の知恵からインスピレーション。レモングラスと緑茶を一緒に高温で淹れ、ペパーミントとローズマリーの香りも加えたハーブ入り緑茶飲料。
甘く香り立つスパイスのとろ～り杏
2016年11月発売
「甘く香り立つスパイスの薫るホット葡萄」同様、ドイツの家庭の飲み物「プンシュ」からインスピレーションされているが、本品では杏が使用されており、スパイスはカルダモンを少し多めに加えられている。
ほろにがピール漬け蜂蜜レモン
2017年6月発売
ブランド誕生から10周年を迎え、立ち上げ当初に発売されていた「ピール漬けハチミツレモン」のパッケージ・中身が一新され、製品名を変更して新しく発売。スペインのカノバス家の農園から直送されたノーワックスのレモンピールを皮の白い部分まで丸ごと使用し、レモンの香りを閉じ込める蜂蜜も使用。香料・保存料・着色料無添加（果汁10%未満）。容器は光で劣化しやすいレモンの皮を守るためボトル缶（375g入り）となった。数量限定発売。2018年1月製造終了。
とろけるカオスープ
2018年6月発売（コンビニエンスストア及びECサイト先行）
ベトナム・ハノイの料理の知恵「五味五彩二香」からインスピレーション。トマト汁を55%、桃果汁を12%それぞれ使用し、クリームチーズやミントも加えられている。本品は野菜・果汁ミックス飲料に分類されており、広口仕様となっている。2019年2月製造終了。
麦のカフェ CEBADA
2018年7月発売
大麦の麦芽を粉砕・深煎り焙煎し、柑橘のピールと一緒に鍋で煮だして作るスペイン・レバンテ地方の飲み物「アグダ・デ・セバタ」の製法からインスピレーション。大麦を使用し、コーヒーの製法を採り入れてつくられた無糖飲料。2019年4月製造終了。
ソルティライチベース
2020年4月発売。「お家で作ろう!ソルティライチ」の後継製品で、5倍濃縮タイプ。容器を紙パックからペットボトルに変更し、希望小売価格を値下げ（消費税抜き 460円→350円）した。
ベリーデビタミン
2021年5月発売。スウェーデンの手作りサフト（濃縮シロップ）から着想した商品で、「ストロベリー」「クランベリー」「ラズベリー」の3種のベリーを丸ごと搾って煮込んで作られた。セブン-イレブン限定発売。
小さなごちそう コーンポタージュ
2021年9月発売。従来品である「濃厚コーンポタージュ」同様にイタリア・トスカーナの「ポレンタ」の知恵からインスピレーションされているが、使用するトウモロコシを粒・ピューレ・粉状の3形状とし、あめ色玉ねぎやビーフのうまみをプラスした。そのため、パッケージの正面下部に「乳・小麦・牛肉・大豆含む」の記載がある。寒候期限定のホット専用製品である。

### チルドカップ容器商品
※現在、チルドカップ容器商品はすべて製造を終了している。
カラメル・オ・レ、ほろにがカラメル・オ・レ
2008年4月発売、2009年3月リニューアル、同年9月リニューアル
フランス・ブルターニュ地方の焼き菓子クイニーアマンからインスピレーション。シリーズ初のチルドカップ容器商品 (200ml) 。当初は関東甲信越限定で、同年7月22日より中部・北陸・近畿でも発売。2009年3月10日にカラメルを10%増量しリニューアル、販売地域も沖縄を除く全国に拡大した。さらに同年9月29日には砂糖を減らして甘みを若干抑えることでカラメルの苦味を引き立たせるリニューアルを行い、商品名も「ほろにがカラメル・オ・レ」となった。
香ばし麦カフェ・オ・レ
2008年4月発売
イタリアのオルゾ（大麦飲料）からインスピレーション。シリーズ初のチルドカップ容器商品（200ml・上記「カラメル・オ・レ」と同時発売）。
コンフィチュール・オ・レ
2008年7月発売
フランス・ノルマンディー地方のミルクジャムからインスピレーション。200mlチルドカップ容器。1都2府20県（関東甲信越・中部・北陸・近畿）限定発売。
ベリー・ラッテ
2008年11月発売
フィンランドのローストラズベリーからインスピレーション。高温で焼いたラズベリーに、ホワイトチョコソース・ストロベリー果汁・ミルクを加えた乳飲料。200mlチルドカップ容器。1都2府20県（関東甲信越・中部・北陸・近畿）限定発売。
ティラミス・ラテ
2009年3月発売
北イタリアのティラミスからインスピレーション。チルドカップ容器。エスプレッソコーヒーにマスカルポーネチーズ（北海道産）・牛乳・生クリームを加えて混ぜ合わせたカフェオレ飲料。200mlチルドカップ容器。沖縄を除く全国で発売。
煮つめたスパイスとメープルを楽しむミルクティー
2009年9月発売
カナダのメープルシロップとスパイスの相性の良さからインスピレーション。メープルシロップにしょうがなどの香辛料を加えミルクティーと混ぜ合わせた乳飲料。200mlチルドカップ容器。沖縄を除く全国で発売。